# گبویلر
گبویلر (به فرانسوی: Guebwiller) یک کمون در فرانسه است که در canton of Guebwiller واقع شده‌است.

## خصوصیات
گبویلر ۹٫۶۸ کیلومترمربع مساحت و ۱۱٬۶۰۹ نفر جمعیت دارد و ۳۰۰ متر بالاتر از سطح دریا واقع شده‌است.

## خواهرخوانده
شهرهای لوسرن و کاستل فیورنتینو خواهرخوانده‌های گبویلر هستند.